# Série de livres
Ne pas confondre avec roman-fleuve, ni avec saga, ni avec cycle littéraire

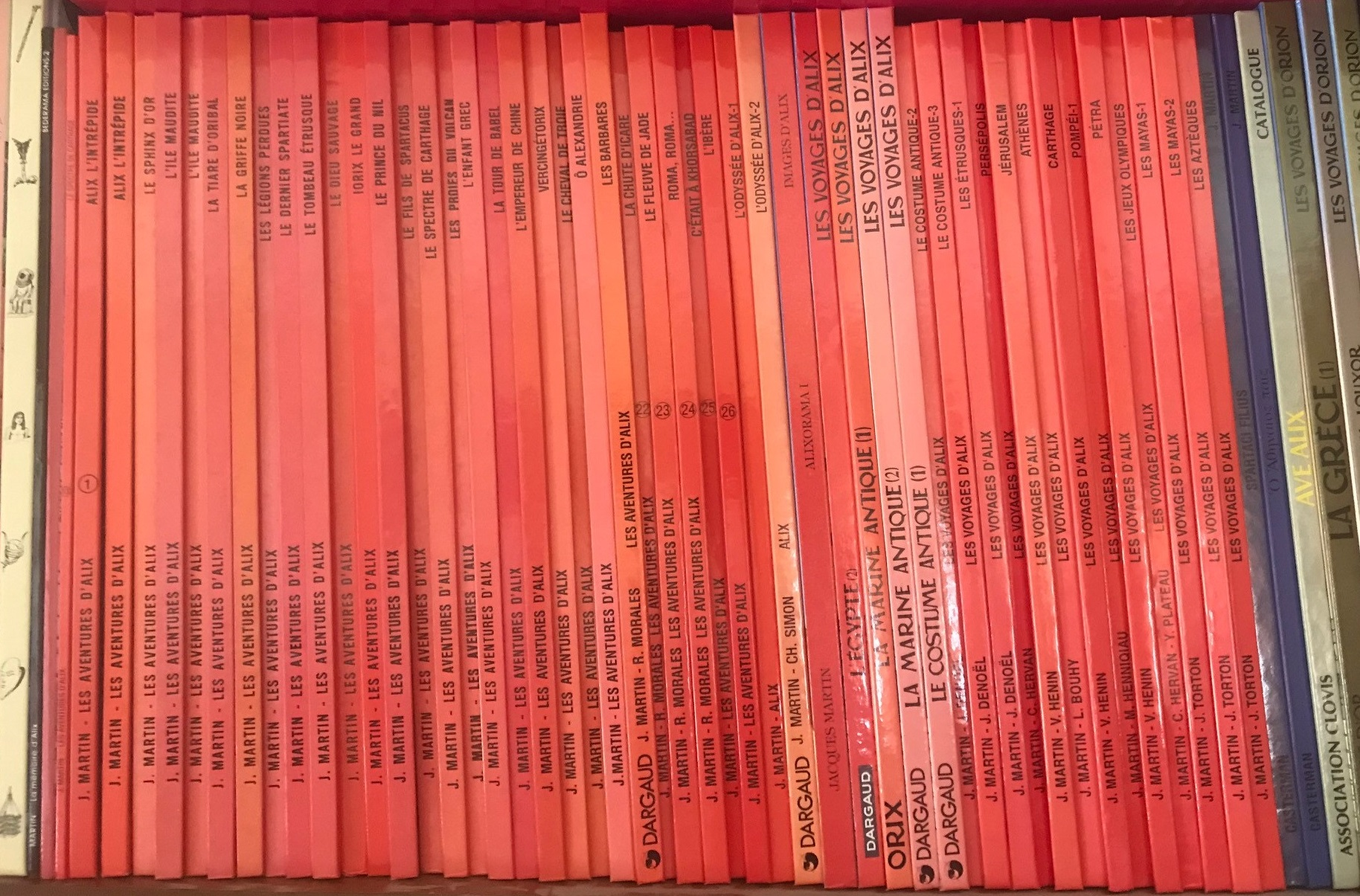
Serie de livre des aventures d Alix

Une série de livres est un ensemble de livres ayant certaines caractéristiques en commun et étant formellement identifiée comme un ensemble. Les séries de livres peuvent être organisées de différentes manières, telles qu'écrites par le même auteur, ou vendues en groupe par leur éditeur.
Quand la série concerne spécifiquement des romans, on parle de « suite romanesque ».